# Jean-Baptiste Morain
Pour l’article ayant un titre homophone, voir Jean-Baptiste Morin.
Pour les articles homonymes, voir Morain.
 (mars 2019).
Si vous disposez d'ouvrages ou d'articles de référence ou si vous connaissez des sites web de qualité traitant du thème abordé ici, merci de compléter l'article en donnant les références utiles à sa vérifiabilité et en les liant à la section « Notes et références ».
Jean-Baptiste Morain, né le 25 janvier 1965 dans le 14e arrondissement de Paris, est rédacteur, journaliste et critique de cinéma français aux Inrockuptibles depuis 1996. Il est le fils de Michel Morain (1933-2001) et de Monique Pinault (1934-2021), ainsi que le frère cadet du mathématicien François Morain.

## Biographie

### Formation
Après des études de lettres (hypokhâgne, khâgne, puis une licence d'anglais à la Sorbonne), Jean-Baptiste Morain s'oriente vers des études de cinéma, soutient une maîtrise sur le scénariste Paul Gégauff puis un DEA sur les scénaristes de la Nouvelle Vague sous la direction de Claude Beylie à l'université Paris 1 Panthéon-Sorbonne. Sa maîtrise et son DEA sont récompensés par le prix Simone-Genevois en 1991 du meilleur travail universitaire sur le cinéma, remis par le cinéaste Claude Sautet.

### Carrière
Après un passage de deux ans aux archives actualités de l'Institut national de l'audiovisuel (INA), il surfe pendant six ans sur la vague naissante du multimédia, avec ses creux et ses bosses (aux éditions Numériques, société éditrice d'une revue novatrice sur CD-ROM, La Vague interactive) puis le groupe Hachette Livre, filiale du [groupe Lagardère].
Parallèlement, il commence à publier des critiques de cinéma dans Les Inrockuptibles, dirigés alors par Christian Fevret, l'un des fondateurs de la revue devenue hebdomadaire, en 1996. Il en devient salarié en mars 2003, succédant à Frédéric Bonnaud qui vient de quitter le journal pour se lancer dans une carrière audiovisuelle. Il travaille alors au service cinéma auprès de Jean-Marc Lalanne, rédacteur en chef puis directeur de la rédaction, et de Serge Kaganski, fondateur du journal et figure historique de la critique cinéma aux Inrockuptibles.

## Prises de position
En 2005, il signe la pétition de soutien à Jean-Claude Brisseau publiée dans Les Inrockuptibles quand le cinéaste est accusé de harcèlement sexuel et d'escroquerie à la suite des plaintes déposées par deux actrices. Cette pétition ne vise pas à défendre les actes dont est accusé le cinéaste, mais à souhaiter qu'il puisse un jour continuer à réaliser des films.
Le 8 mai 2016, il écrit une lettre ouverte au directeur de la Cinémathèque française, Frédéric Bonnaud, à la suite de l'évacuation par les CRS de militants associatifs qui dénonçaient le projet de loi travail et la précarisation de l’emploi dans les organismes culturels, et ne souhaitaient en aucune mesure dégrader les locaux ou les collections de la cinémathèque. Il rappelle à cette occasion que c'est la première fois, depuis 1968, que des CRS interviennent à la Cinémathèque.

## Radio
Jean-Baptiste Morain est régulièrement intervenu dans des émissions de radio : chez Arnaud Laporte et Antoine Guillot sur France Culture en 2005 ; à la matinale d'Europe 1 animée par Marc-Olivier Fogiel, en 2009 ; dans Bienvenue chez Basse, présenté par Pierre-Louis Basse, le 22 mars 2011 sur Europe 1 ; dans Micro fictions, émission d'Ali Rebeihi sur France Inter, le 26 juillet 2011 ; chez Frédéric Taddeï sur Europe 1 en décembre 2014, ou dans La grande table de l'été de Romain de Becdelievre sur France Culture en août 2018…

## Articles (sélection)
- « Éloge de l'ennui et de la distraction »[8], revue Trafic, no 16, éditions P.O.L., Paris, automne 1995
- « Clint Eastwood, notre bon américain », une attaque contre Gran Torino[9], sur lesinrocks.com
- Polémique sur Un prophète de Jacques Audiard[10], sur lesinrocks.com